# 팔라스우는토끼
팔라스우는토끼 또는 팔라스피카(Ochotona pallasi)는 우는토끼과에 속하는 포유류의 일종이다. 몽골 서부지역의 산악지대에서 주로 발견된다. 4종의 아종이 있다. 몽골피카로도 불린다.